# Dieter Engelhardt
Dieter Engelhardt (n. 18 august 1938, Sandersdorf-Brehna, Saxonia-Anhalt, Germania – d. 30 noiembrie 2018) a fost un fotbalist ce a reprezentat Republica Democrată Germană, medaliat olimpic. A participat la o ediție a Jocurilor Olimpice (1964) în care a câștigat o medalie de bronz.

## Participări
Lista de mai jos prezintă principalele competiții la care a participat Dieter Engelhardt de-a lungul carierei.
- football at the 1964 Summer Olympics[*]